# Montanhas Douradas do Altai
Montanhas Douradas do Altai é um local inscrito como Patrimônio Mundial da UNESCO e inclui a Reserva Natural de Katun, o Lago Teletskoye, o Monte Belukha e o Platô de Ukok. Esta região representa "a mais completa sequência de vegetação de altitude na Sibéria central, incluindo estepes, florestas-estepe, florestas mistas, vegetação subalpina e vegetação alpina".
A UNESCO também cita a importância da preservação dos mamíferos ameaçados da região como o leopardo-das-neves e o altai argali. A área cobre 16 175 km2